# Borsig/SSW Typ ELA
Die elektrische Tagebaulokomotive Borsig/SSW Typ ELA wurde bei Borsig und den Siemens-Schuckertwerken (SSW) in der Zeit von 1912 bis 1939 in 70 Exemplaren gefertigt.
Die Lokomotiven gehen auf die ersten seit 1907 gefertigten elektrischen Tagebaulokomotiven zurück. Von 1912 bis 1929 sind 70 gebaute Lokomotiven bekannt. Die Maschinen erwiesen sich als sehr robust und langlebig und wurden erst nach rund 50 Jahren im Betrieb bis Mitte der 1970er-Jahre ausgemustert. Es ist keine Lokomotive erhalten.

## Geschichte

### Vorkriegsgeschichte

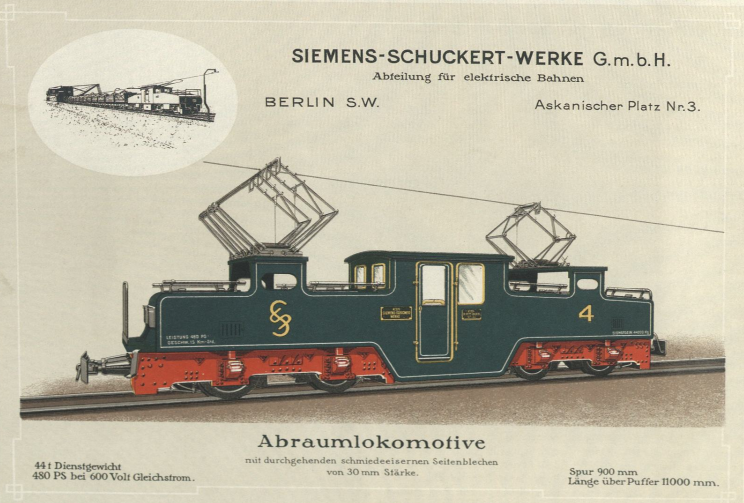
Siemens Werbeplakat vom Typ Borsig ELA

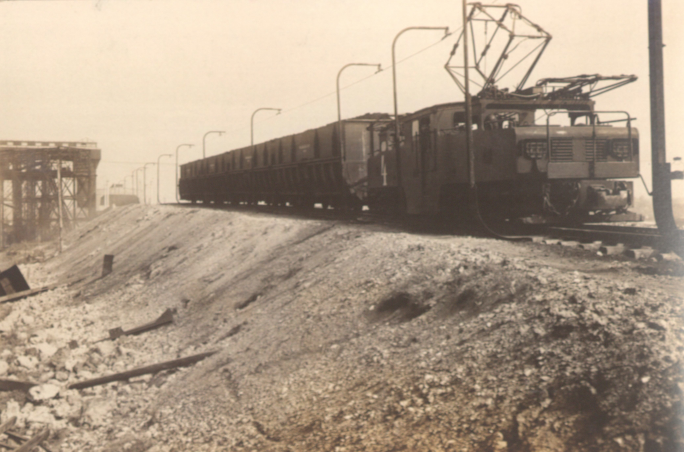
Historisches Foto von 1925 von einem Typ Borsig ELA bei der Bunkeranfahrt beim Braunkohlenwerk Herkules

Schon 1907 wurden an den Tagebau Phönix erste Lokomotiven mit vier einzeln angetriebenen Achsen und der Bauform mit tief gelegenen mittlerem Führerstand und zwei Vorbauten geliefert. Die elektrische Ausrüstung für die damals mit 600 V Gleichspannung betriebenen Fahrzeuge stammte von den Siemens-Schuckertwerken oder der AEG, die mechanische Ausstattung zuerst von Borsig. Nachdem im Jahr 1912 mit der Fabriknummer Borsig 8220 und SSW 714 die erste Lokomotive an das Lausitzer Braunkohlerevier Senftenberg geliefert wurde, folgten vor dem Ersten Weltkrieg weitere Lokomotiven nach Merseburg, Königsberg-Palmnicken, Meurostolln und Grube Erika Schwarzkollm.
Ab dem Jahr 1921 erhielten auch die Braunschweigischen Kohlen-Bergwerke (BKB) erste Lokomotiven dieser Serie. Eingesetzt waren die Lokomotiven zuerst im Tagebau Wulfersdorf. Bis 1929 wurden 22 Lokomotiven ausgeliefert. Durch die Deutsche Teilung gelangten einige auf das Gebiet der DDR.
Im Tagebau Böhlen der Aktiengesellschaft Sächsische Werke waren die Lokomotiven zahlreich vertreten. Sie waren hier mit unterschiedlichen Ballastplatten für die verschiedene Dienste ausgerüstet. Mit zunehmender Belastung wurden die Lokomotiven innerhalb des Aktiengesellschaft-Sächsische-Werke-Verbundes gegen neuere Lokomotiven von AEG ausgetauscht, z. B. Richtung Kraftwerk Hirschfelde und dem damaligen Tagebau Hirschfelde. 1943 waren noch zehn Lokomotiven in Böhlen vorhanden. Anfangs waren die Lokomotiven für 600 V Spannung ausgelegt, während der 1940er-Jahre wurde diese auf 1100 V erhöht. Die Lokomotiven hatte zwei große außermittige Stromabnehmer.

### Nachkriegsgeschichte

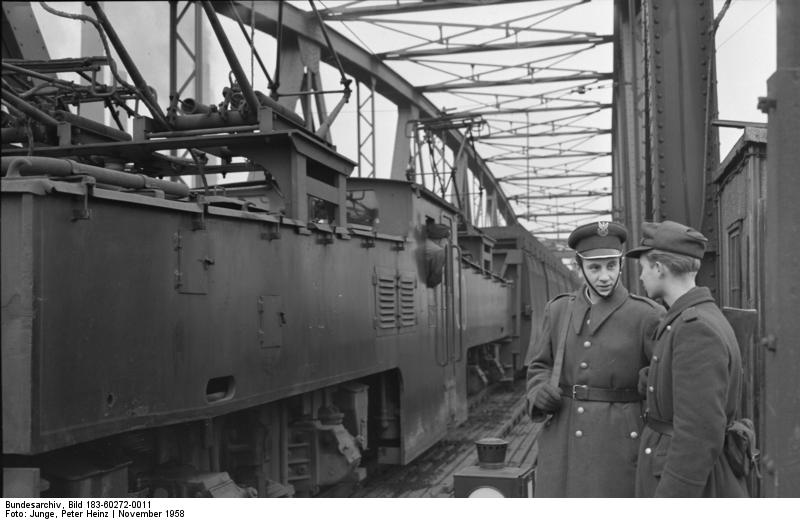
Grenzposten aus Polen im Jahr 1958 an der Grenzbrücke Hirschfelde, Tagebau Turów

Von den an die Lausitzer Braunkohle AG gelieferten Lokomotiven existieren aus den Jahren nach 1945 keine weiteren Informationen. Die im Tagebau Böhlen eingesetzten Loks waren Anfang der 1950er Jahre noch im Zugbetrieb eingesetzt.
Zwei Lokomotiven wurden im Einsatz beim Tagebau Neukirchen erwähnt. Eine Lokomotive, die 1917 an die zur Aktiengesellschaft Sächsische Werke gehörenden Grube Theodor geliefert wurde (Borsig 9899, SSW 1234) wurde dort als 3-216/40-A2 geführt, eine weitere, die 1920 an den Tagebau Böhlen mit der Nummer 8 geliefert wurde (Borsig 10858, SSW 1410), ist in Neukirchen mit der DDR-Bergbaubezeichnung 3-47/45-A2 geführt. Die unterschiedlichen Massenangaben ergeben sich aus der verschiedenen Ballastierung, die stellenweise an den Lokvorbauten außen angebracht waren.
Die Lokomotiven der Bauart Borsig/SSW Typ ELA sind vom Tagebau Turów zum Kraftwerk Hirschfelde und zum Braunkohlenwerk Herkules über die Grenzanlagen gefahren. Durch die geänderte Deutsch-polnische Grenze nach 1945 kamen insgesamt 17 Elektroloks nicht benannter Baureihen von der ehemaligen ASW in den Bestand des polnischen Staates. Ihr weiterer Verbleib ist nicht bekannt. Trotzdem waren noch im Bereich der Brikettfabrik und des Kraftwerks mehrere Fahrzeuge des Typs vorhanden. Mit der Schließung der Brikettfabrik gelangten die überzähligen Loks zum Tagebau Olbersdorf. Dort verkehrten insgesamt 8 Lokomotiven mit den Bezeichnungen 3-7, 3-31, 3-38, 3-41, 3-43, 3-44, 3-86 und 3-99, die aus Hirschfelde bzw. von der Bahnstrecke Koselbruch–Heide hierher kamen. Auf Grund der hohen Zahl an eingesetzten Loks galten sie als sehr zuverlässig, obwohl die älteste von ihnen Baujahr 1914 hatte. Sie wurden ebenso wie die anderen Altbaulokomotiven bis 1978 ausgemustert und verschrottet.
Von den Lokomotiven der BKB wurden bei Siemens 1953 vier Lokomotiven auf 1200 V Spannung umgebaut, die teilweise für Bauzüge verwendet wurden. 1967 waren sie im Abraumzugbetrieb eingesetzt. 1974 war die Lokomotive 20, Baujahr 1926, mit Glockenfederung und neuerer Stromabnehmerkonfiguration noch vorhanden.

## Technik
Die Lokomotiven waren in der Höhe sehr gedrungen und besaßen neben dem tief gelegenen Führerhaus die zwei Vorbauten, auf denen anfangs die beiden außermittigen Stromabnehmer platziert waren.
Die Belüftung der Fahrmotoren und der elektrischen Ausrüstung erfolgte als Eigenbelüftung. Als in den 1930er Jahren die Lasten größer, die Tagebauausfahrten steiler und die Erwärmung der elektrischen Ausrüstung an die Grenzen stieß, wurde über eine Umrüstung auf Fremdlüftung nachgedacht, die aber technisch nicht machbar war. Das führte zur Beschaffung der Type Braunschweig von Henschel.
Die elektrische Ausrüstung stammte von SSW und bestand aus Gleichstromtechnik, wo über die elektrische Spannung von der Fahrleitung über den Nockenfahrschalter mit der Widerstandssteuerung die elektrischen Fahrmotoren angetrieben wurden, die als Reihenschlussmaschinen ausgeführt waren. Auf den Vorbauten saßen zwei Hauptstromabnehmer und ursprünglich zwei daneben liegenden gerade gelagerte Seitenstromabnehmer gleicher Größe. Später erhielten die Loks von den Einsatzbetrieben die bei ihnen vorherrschenden Stromabnehmerkonfigurationen. Die Druckluft für die Druckluftbremse, die zur Bauzeit noch nicht überall verbreitet war, wurden von zwei Kompressoren erzeugt, elektromechanische Schütze schalteten die Hilfsbetriebemotoren. Die Steuer- und Beleuchtungsspannung betrug 24 V.